# NGC 6830
NGC 6830 ist ein offener Sternhaufen im Sternbild Vulpecula. NGC 6830 hat eine scheinbare Helligkeit von 7,9 mag und einen Winkeldurchmesser von 12′.
NGC 6830 wurde am 19. Juli 1784 von William Herschel entdeckt.